# Arachidonato 5-lipossigenasi
La arachidonato 5-lipossigenasi è un enzima appartenente alla classe delle ossidoreduttasi, che catalizza la seguente reazione:
arachidonato + O2 ⇄ (6E,8Z,11Z,14Z)-(5S)-5-idroperossiicosa-6,8,11,14-tetraenoato
Il prodotto è convertito dall'enzima in (7E,9E,11Z,14Z)-(5S,6S)-5,6-epossiicosa-7,9,11,14-tetraenoato (leucotriene A4). Dal LTA4 si ottengono poi altri leucotrieni, come il leucotriene B4 ed il leucotriene C4. Quest'ultimo è il prodotto di coniugazione del LTB4 con il glutatione o GSH, un tiolo endogeno e maggiore antiossidante intracellulare.
Il LTC4 è dotato di potente azione costrittiva sulla muscolatura liscia bronchiale; infatti, è il principale responsabile della sintomatologia asmatica nei soggetti affetti da asma bronchiale. Esso agisce tramite un recettore di membrana che è accoppiato a proteine GTP-dipendenti che alterano i livelli del secondo messaggero AMP ciclico, le reazioni di fosforilazione delle proteine strutturali intracellulari (tra cui l'actina), e la mobilizzazione degli ioni calcio dentro la cellula. Questo porta alla contrazione delle strutture muscolari lisce dei bronchi e quindi al broncospasmo.
Ecco perché le più recenti terapie per l'asma brochiale comprendono gli antagonisti recettoriali dei leucotrieni. I più recenti entrati in commercio sono il zafirlukast, il montelukast ed il pranlukast (non disponibile in Italia).
Esistono, tuttavia, degli inibitori della 5-lipossigenasi. Non sono stati ritenuti appropriati per un impiego clinico, ma ne esistono diversi anche in natura: appartengono per lo più alla famiglia dei flavonoidi, sostanze conosciute anche come polifenoli e dotate spesso di potere antiossidante:
-la luteolina, un flavonoide molto diffuso nei peperoni, nel timo, nell'origano, nei finocchi e nei carciofi;
-la baicaleina e la scutellareina, due flavonoidi isolati dalla Scutellaria baicalensis;
-la nobiletina e la tangeretina, presenti nella scorza dell'arancio amaro;
-l'artemisetina, principio attivo dell'Artemisia vulgaris;
-l'acido caffeico, presente nel caffè, nelle fragole e nel propoli;
-gli xantoumoli A e B, che danno il sapore al luppolo;
-l'eucaliptina, il principale flavonoide delle foglie di eucalipto.